# Померелия
Померелия (Гданска Померания, Източна Померания) (на полски: Pomorze Gdańskie; на немски: Pommerellen; на кашубски: Pòrénkòwô Pòmòrskô) е исторически регион в Северна Полша. Столица е град Гданск.

## География
Регионът е разположен край брега на Балтийско море. Обхваща почти цялото Поморско войводство, както и северните части на Куявско-Поморското войводство.

## Граници
На запад граничи със Западна Померания, на изток река Висла го разделя от пруската област Помезания, на юг граничи с Куявия и Хелминската земя и на север граничи с Балтийско море.

## История
За първи път Източна Померания е присъединена към Полша от княз Мешко I Пяст. През 1308 година областта е завладяна от Тевтонския орден, който я управлява до 1466 година. Според Втория Торунски мирен договор от 1466 година Померелия става част от полската провинция Кралска Прусия. При първата подялба на Жечпосполита през 1772 година областта става част от Кралство Прусия и е включена в състава на провинция Западна Прусия. След края на Втората световна война е върната на Полша.

## Градове
| - Гданск - Гдиня - Сопот - Хойнице - Члухов - Картузи | - Кошчежина - Лемборк - Нови Двур Гдански - Старогард Гдански - Тчев - Тухоля | - Вейхерово - Прушч Гдански - Пуцк - Битов - Швече |

## Фотогалерия
- Швече
- Тухоля
- Гдиня
- Тчев
- Старогард Гдански
- Вейхерово
- Хойнице
- Члухов
- Битов
- Лемборк